# George Johnston (futbolista)
George Johnston (Mánchester, 1 de septiembre de 1998) es un futbolista británico que juega de defensa en el Bolton Wanderers F. C. de la League One.

## Trayectoria
Johnston comenzó su carrera deportiva en el Feyenoord, en 2019, club al que llegó procedente de las categorías inferiores del Liverpool F. C.

## Selección nacional
Aunque nació en Inglaterra, es internacional en las categorías inferiores de la selección de fútbol de Escocia, habiendo sido internacional sub-20 y sub-21 con Escocia.

## Clubes
| Club                          | País         | Año       |
| ----------------------------- | ------------ | --------- |
| Feyenoord                     | Países Bajos | 2019-2021 |
| Wigan Athletic F. C. (cedido) | Inglaterra   | 2021      |
| Bolton Wanderers F. C.        | Inglaterra   | 2021-     |

## Palmarés

### Títulos nacionales
| Título     | Club                   | País       | Año  |
| ---------- | ---------------------- | ---------- | ---- |
| EFL Trophy | Bolton Wanderers F. C. | Inglaterra | 2023 |